# Ksenija Simonova
Ksenija Simonova (ukrajinsky Ксенія Симонова; * 22. dubna 1985, Jevpatorija, Ukrajinská SSR) je ukrajinská vizuální umělkyně narozená na Krymu. Celosvětově proslula svými animacemi a obrazy či kresbami vytvářenými z písku. V roce 2009 na Ukrajině zvítězila v televizní soutěži Ukrajina má talent.